# Box-office France 2020
Cet article présente le box-office en France au cours de l'année 2020.

## Bilan

### Chronologie
64,9 millions d'entrées sont enregistrées sur l'ensemble de l'année,, soit une chute de 70% par rapport à 2019 qui avait totalisé 213 millions d'entrées. 
Il s'agit de l'année la plus noire pour le cinéma français depuis la création du cinéma et le suivi du nombre d'entrées, du fait de circonstances exceptionnelles, la première étant la pandémie de Covid-19. Les cinémas étant par nature des lieux de rassemblement, ils font partie des lieux à risques. Dès la fin du mois de février, du fait de la présence de certains clusters, quelques départements ferment les cinémas de façon préventive. La progression de l'épidémie amène le gouvernement à interdire les rassemblements de plus de 100 personnes le 13 mars, ce qui force les salles à s'adapter et à limiter la capacité. Une mesure de courte durée, puisque le lendemain (14 mars) le gouvernement annonce la fermeture de tous les lieux publics non indispensables à la vie du pays, dont les cinémas. Cela est immédiatement suivi du premier confinement de l'histoire du pays le 16 mars.
Malgré le déconfinement le 11 mai, les cinémas n'ont l'autorisation de rouvrir qu'un mois et demi plus tard, le lundi 22 juin, après 99 jours de fermeture. Pendant cette période, de très nombreux films, notamment les blockbusters américains, décalent leur date de sortie, parfois d'une année entière. D'autres films, comme Forte, Bloodshot, Artemis Fowl ou Brutus vs César, ont quant à eux choisi d'annuler leur sortie au cinéma et de sortir immédiatement sur les plates-formes de vidéo à la demande, permettant de s'affranchir de la chronologie des médias. L'annonce de la sortie du remake de Mulan sur Disney+, à seulement deux semaines de sa sortie en salles, cause la colère des professionnels du secteur.
L'été est marqué par une très faible fréquentation des cinémas, certains tournant même à perte et préférant refermer leurs portes (notamment le Grand Rex au mois d'août). Le manque de blockbusters américains, les mesures sanitaires drastiques pour limiter les risques de contamination, et la faible envie des Français de s'enfermer dans une salle après avoir été confinés chez eux pendant deux mois, n'aident pas au retour du public en salles. La sortie de Tenet le 26 août permet à l'industrie d'entrevoir une reprise, mais la rentrée scolaire casse finalement la dynamique.
Ce n'est qu'au mois d'octobre, à l'approche des vacances de la Toussaint, que le marché commence à reprendre des couleurs avec la sortie de films comme Les Trolls 2, 30 Jours max ou Adieu les cons. Malheureusement, au même moment arrive la deuxième vague de contamination : tout d'abord, le gouvernement instaure un couvre-feu de 21 heures à 6 heures du matin dans 9 métropoles en France, ce qui force les cinémas à annuler les séances du soir (certains exploitants rétablissent les séances du matin en conséquence). Ce couvre-feu est ensuite étendu à 54 départements, avant que le gouvernement n'instaure un second confinement le 29 octobre, fermant à nouveau les cinémas.
Le 24 novembre, le président Emmanuel Macron annonce que les cinémas, théâtres, musées et autres lieux culturels peuvent rouvrir le 15 décembre (sous un régime de couvre-feu), à la condition que le nombre quotidien de cas positifs à la Covid-19 soit passé sous le seuil de 5 000. Cela permet à l'industrie d'entrevoir la possibilité de profiter des vacances de Noël. Mais après avoir marqué une baisse sensible pendant le mois de novembre, le nombre de contaminations journalier se stabilise début décembre aux alentours des 15 000. Le 10 décembre, Jean Castex, premier ministre, annonce que du fait du nombre de cas encore trop élevé, les cinémas et lieux culturels resteront fermés, avec une clause de revoyure prévue le 7 janvier 2021, clôturant de facto l'année 2020 pour les cinémas français.
L'industrie culturelle française tente, en dernier recours, de saisir le conseil d'État pour annuler ce report et rouvrir les lieux culturels en France. Le 23 décembre, le juge des référés rejette leur demande du fait de la dégradation du contexte sanitaire, même si la fermeture des cinémas ne peut pas être seulement justifiée par le risque de contamination dans les salles. S'ensuit alors une longue période d'incertitudes, avec l'arrivée de nouvelles vagues de contamination liées aux différents variants du virus. L'arrivée des différents vaccins finit par changer la donne, et les cinémas rouvrent finalement leurs portes en France le 19 mai 2021, après six mois et demi de fermeture : une période deux fois plus longue que la fermeture liée au premier confinement.

## Films sortis en 2020 ayant dépassé1 000 000 de spectateurs
| Class. | Titre                           | Pays             | Réalisateur                   | Box-Office France |
| ------ | ------------------------------- | ---------------- | ----------------------------- | ----------------- |
| 1      | Tenet                           |                  | Christopher Nolan             | 2 349 310         |
| 2      | 1917                            | Sam Mendes       | 2 203 337                     |                   |
| 3      | Sonic, le film                  |                  | Jeff Fowler                   | 2 113 220         |
| 4      | Adieu les cons                  |                  | Albert Dupontel               | 2 001 198         |
| 5      | Bad Boys for Life               |                  | Adil El Arbi et Bilall Fallah | 1 726 212         |
| 6      | Ducobu 3                        |                  | Élie Semoun                   | 1 502 747         |
| 7      | 30 Jours max                    | Tarek Boudali    | 1 324 568                     |                   |
| 8      | L'Appel de la forêt             |                  | Chris Sanders                 | 1 307 136         |
| 9      | Le Voyage du Docteur Dolittle   | Stephen Gaghan   | 1 293 055                     |                   |
| 10     | 10 jours sans maman             |                  | Ludovic Bernard               | 1 177 479         |
| 11     | Les Blagues de Toto             | Pascal Bourdiaux | 1 067 693                     |                   |
| 12     | Birds of Prey                   |                  | Cathy Yan                     | 1 047 460         |
| 13     | Les Trolls 2 : Tournée mondiale | Walt Dohrn       | 1 038 565                     |                   |

## Films sortis en 2020 ayant dépassé 500 000 spectateurs
En raison de la pandémie de COVID-19, la fréquentation des cinémas a fortement diminué. Pour un meilleur aperçu du box-office cette année-là, un tableau représentant les films semi-millionnaires est nécessaire.
| Class. | Titre                         | Pays                           | Réalisateur                        | Box-Office France |
| ------ | ----------------------------- | ------------------------------ | ---------------------------------- | ----------------- |
| 14     | En avant                      |                                | Dan Scanlon                        | 953 783           |
| 15     | Le Prince oublié              |                                | Michel Hazanavicius                | 921 200           |
| 16     | De Gaulle                     | Gabriel Le Bomin               | 869 724                            |                   |
| 17     | Les Filles du docteur March   |                                | Greta Gerwig                       | 805 211           |
| 18     | Le Cas Richard Jewell         | Clint Eastwood                 | 795 393                            |                   |
| 19     | Invisible Man                 |                                | Leigh Whannell                     | 776 426           |
| 20     | Antoinette dans les Cévennes  |                                | Caroline Vignal                    | 765 662           |
| 21     | Tout simplement noir          | Jean-Pascal Zadi et John Waxxx | 762 244                            |                   |
| 22     | Scooby !                      |                                | Tony Cervone                       | 760 881           |
| 23     | Les Vétos                     |                                | Julie Manoukian                    | 654 287           |
| 24     | La Bonne Épouse               | Martin Provost                 | 632 661                            |                   |
| 25     | The Gentlemen                 |                                | Guy Ritchie                        | 630 925           |
| 26     | Poly                          |                                | Nicolas Vanier                     | 630 189           |
| 27     | Divorce Club                  | Michaël Youn                   | 623 264                            |                   |
| 28     | Greenland - Le dernier refuge |                                | Ric Roman Waugh                    | 576 018           |
| 29     | Effacer l'historique          |                                | Benoît Delépine et Gustave Kervern | 518 747           |

## Les records par semaine
| Semaines    | Titre               | Pays              | Réalisateur       | Entrées |
| ----------- | ------------------- | ----------------- | ----------------- | ------- |
| 1re semaine | Tenet               |                   | Christopher Nolan | 948 378 |
| 2e semaine  | Sonic, le film      |                   | Jeff Fowler       | 641 508 |
| 3e semaine  | Adieu les cons      |                   | Albert Dupontel   | 513 607 |
| 4e semaine  | 1917                |                   | Sam Mendes        | 279 512 |
| 5e semaine  | 1917                | 235 158           | Sam Mendes        |         |
| 6e semaine  | Tenet               | Christopher Nolan | 139 499           |         |
| 7e semaine  | Tenet               | Christopher Nolan | 88 056            |         |
| 8e semaine  | Tenet               | Christopher Nolan | 57 709            |         |
| 9e semaine  | Adieu les cons      |                   | Albert Dupontel   | 75 183  |
| 10e semaine | Adieu les cons      | 30 280            | Albert Dupontel   |         |
| 11e semaine | Les Blagues de Toto | Pascal Bourdiaux  | 22 389            |         |
| 12e semaine | Les Blagues de Toto | Pascal Bourdiaux  | 24 302            |         |

## Box-office par semaine
| # | Date (à partir du) | Film no 1                                        | Pays                   | Entrées |
| --- | ------------------ | ------------------------------------------------ | ---------------------- | ------- |
| 1 | 1er janvier 2020   | Star Wars, épisode IX : L'Ascension de Skywalker |                        | 926 771 |
| 2 | 8 janvier 2020     | Star Wars, épisode IX : L'Ascension de Skywalker | 330 160                |         |
| 3 | 15 janvier 2020    | 1917                                             |                        | 644 738 |
| 4 | 22 janvier 2020    | Bad Boys for Life                                |                        | 651 309 |
| 5 | 29 janvier 2020    | Bad Boys for Life                                | 409 722                |         |
| 6 | 5 février 2020     | Le Voyage du Docteur Dolittle                    |                        | 416 810 |
| 7 | 12 février 2020    | Sonic, le film                                   |                        | 771 015 |
| 8 | 19 février 2020    | Sonic, le film                                   | 641 508                |         |
| 9 | 26 février 2020    | Sonic, le film                                   | 460 825                |         |
| 10 | 4 mars 2020        | En avant                                         |                        | 515 381 |
| 11 | 11 mars 2020       | La Bonne Épouse                                  | Drapeau de la France   | 171 000 |
| En raison de la pandémie de Covid-19 et des mesures de confinement, les salles de cinéma sont fermées du 14 mars au 21 juin et les sorties de films sont reportées.  |                    |                                                  |                        |         |
| 26 | 24 juin 2020       | La Bonne Épouse                                  | Drapeau de la France   | 167 748 |
| 27 | 1er juillet 2020   | La Bonne Épouse                                  | Drapeau de la France   | 126 691 |
| 28 | 8 juillet 2020     | Tout simplement noir                             | Drapeau de la France   | 255 537 |
| 29 | 15 juillet 2020    | Divorce Club                                     | Drapeau de la France   | 242 669 |
| 30 | 22 juillet 2020    | Scooby !                                         |                        | 136 617 |
| 31 | 29 juillet 2020    | T'as pécho ?                                     | Drapeau de la France   | 109 661 |
| 32 | 5 août 2020        | Les Blagues de Toto                              | Drapeau de la France   | 205 528 |
| 33 | 12 août 2020       | Les Blagues de Toto                              | Drapeau de la France   | 263 107 |
| 34 | 19 août 2020       | Les Blagues de Toto                              | Drapeau de la France   | 195 450 |
| 35 | 26 août 2020       | Tenet                                            | Drapeau des États-Unis | 948 378 |
| 36 | 2 septembre 2020   | Tenet                                            | Drapeau des États-Unis | 411 702 |
| 37 | 9 septembre 2020   | Tenet                                            | Drapeau des États-Unis | 254 391 |
| 38 | 16 septembre 2020  | Tenet                                            | Drapeau des États-Unis | 210 615 |
| 39 | 23 septembre 2020  | Tenet                                            | Drapeau des États-Unis | 194 716 |
| 40 | 30 septembre 2020  | Mon cousin                                       | Drapeau de la France   | 205 217 |
| 41 | 7 octobre 2020     | Antoinette dans les Cévennes                     | Drapeau de la France   | 117 062 |
| 42 | 14 octobre 2020    | 30 Jours max                                     | Drapeau de la France   | 508 815 |
| 43 | 21 octobre 2020    | Adieu les cons                                   | Drapeau de la France   | 600 444 |
| 44 | 28 octobre 2020    | Les Trolls 2 : Tournée mondiale                  |                        | 122 810 |
| En raison de la pandémie de Covid-19 et des mesures de confinement, les salles de cinéma sont fermées à partir du 30 octobre et les sorties de films sont reportées. |                    |                                                  |                        |         |

## Classements complémentaires
- Box-office par années